# Daniella Rush
Daniella Rush  (Checoslovaquia; 17 de septiembre de 1976) es una actriz pornográfica retirada checa.

## Carrera como actriz porno
Estuvo activa de 1999 a 2002. Durante este periodo, rodo un gran número de películas, en las cuales rodaba escenas de sexo anal, doble penetración y tragaba semen.
Siendo la mayoría escenas anales interraciales y de doble penetración, rodó muchas de estas con el actor Lexington Steele, quien la penetraba por el ano en la mayoría de ellas y otras las realizó con actores como Wesley Pipes o Mr. Marcus, afirmando que disfrutaba el tener sexo anal con estos actores.
En el 2002 se vio involucrada en un accidente automovilístico, que dio como resultado que ahora use silla de ruedas.

## Actualidad
Finalizó su carrera en la industria y, después de un año de rehabilitación, estudió medicina. Ha estado trabajando en un hospital de su país.

## Premios
- 2000 Hot d'Or nominada – Mejor Nueva Estrella Europea[2]
- 2001 Hot d'Or - Mejor Actriz Europea[1]
- 2001 Premios Ninfa Prize nominada – Mejor Actriz de Reparto – Presas Del Orgasmo[3]
- 2002 Premios AVN nominada – Mejor Escena de Sexo en una Producción Extranjera – Face Dance Obsession[4]
- 2003 Premios AVN nominada – Actriz Extranjera del año
- 2003 Premios AVN nominada  – Mejor Escena Grupal de Sexo, Película – Women of the World[5]